# 鄒德謹
鄒德謹（1884年—？），號薌谿，福建新竹九芎林鹿寮坑（今台灣新竹芎林鄉華龍村）人，日本大阪工業專門學校畢業，工科進士。

四弟鄒洪上將曾任第卅五集團軍副總司令；七弟鄒滌之曾任廣東省政府參議，新竹縣縣長，增額國民大會代表；八弟鄒清之曾任少將參議、臺灣省政府委員、民政廳長。

## 生平[1]
- 清末留學日本大阪工業專門學校。民前二年乘完成學業返臺之際，帶弟鄒洪回到上海。
- 宣統三年（1911年）九月，經學部驗看考試列最優等，賞給工科進士[2]。
- 民國後，曾任聚源煤礦公司經理、江西崇仁縣縣長，曾因瀆職被懲戒[3]。

## 著作
- 《常識修養法》，鄒德謹，蔣正陸，商務印書館，1916
- 《讀書法》，鄒德謹，蔣正陸，商務印書館，1916
- 《交際術》，鄒德謹，蔣正陸，商務印書館，1916
- 《精神與身體•神經健全法合編》，鄒德謹，蔣正陸，秦同培，商務印書館，1917.01
- 《居住論》，鄒德謹，蔣正陸，秦同培，商務印書館，1917
- 《農産製造學》，鄒德謹編；龔厥民增訂，商務印書館，1926
- 《人格修養法•獨立自尊合冊》，鄒德謹，蔣正陸，商務印書館，1922
- 《食物論》，鄒德謹，蔣正陸，秦同培，商務印書館，1921
- 《實務才幹養成法》，鄒德謹，蔣正陸，商務印書館，1916
- 《心身康健法》，鄒德謹，蔣正陸，秦同培，商務印書館，1933
- 《衣服論》，鄒德謹，蔣正陸，商務印書館，1916
- 《意志修養法》，鄒德謹，蔣正陸，商務印書館，1916